# Giro de Lombardía 2011
El Giro de Lombardía 2011, la 105.ª edición de esta clásica ciclista, se disputó el sábado 15 de octubre de 2011, con un recorrido de 241 km entre Milán y Lecco, siendo la última competición del UCI WorldTour 2011 con la cual se cerró dicho calendario.
Vincenzo Nibali fue protagonista de la jornada al fugarse solitario en el ascenso a Madonna del Ghisallo, pero fue cazado en las primeras rampas en Villa Vergano. Finalmente el ganador fue Oliver Zaugg del Leopard Trek, quien luego del reagrupamiento tras cazar a Nibali dio el golpe final a falta de 10 km coronando en solitario la última cota y pudiendo mantener una escasa renta con 5 perseguidores hasta el final en Lecco. La segunda posición fue para Daniel Martin y tercero Joaquim Rodríguez, respectivamente, encabezando el grupo perseguidor a 8 segundos por detrás de Zaugg junto Ivan Basso, Przemysław Niemiec y Domenico Pozzovivo que ocuparon los siguientes puestos.

## Recorrido
La carrera contó con cinco puertos y en esta edición luego del tradicional ascenso al Madonna del Ghisallo (8,5 km al 6,2%), tuvo un último ascenso a sólo 9 km para la meta en Villa Vergano, el cual era corto (3,4 km) pero en el final llegaba casi 12% de desnivel. y representaba la última oportunidad de llegar en solitario a meta ya que luego de la subida, 6 km en descenso y 3 en llano los llevaban hasta Lecco, final de la carrera.

## Equipos participantes
Participaron 25 equipos: los 18 de categoría UCI ProTour (al ser obligada su participación); más 7 de categoría Profesional Continental mediante invitación de la organización (Acqua & Sapone, Androni Giocattoli-C.I.P.I., Colnago-CSF Inox, Farnese Vini-Neri Sottoli, Geox-TMC, Team Europcar y FDJ). Formando un pelotón de 195 ciclistas con 8 corredores cada equipo (excepto el Omega Pharma-Lotto, Europcar y Leopard Trek que lo hicieron con 7 y el HTC-Highroad que lo hizo con 6), de los que acabaron 63. Los equipos participantes fueron:
| ProTeams (18)- Ag2r La Mondiale - Astana - BMC Racing Team - Euskaltel-Euskadi - Garmin-Cervélo - HTC-Highroad - Katusha - Lampre-ISD - Leopard-Trek - Liquigas-Cannondale - Movistar Team - Omega Pharma-Lotto - Quick Step Cycling Team - Rabobank - Team RadioShack - Saxo Bank-Sungard - Sky ProCycling - Vacansoleil-DCM Equipos continentales profesionales (7)- Acqua & Sapone - Androni Giocattoli-C.I.P.I - Colnago-CSF Inox - Team Europcar - Farnese Vini-Neri Sottoli - FDJ - Geox-TMC |
| |

## Clasificación final
Las clasificaciones finalizaron de la siguiente forma:
| \| Clasificación general \| Clasificación general \| Clasificación general \| Clasificación general \| Clasificación general \| \| Ciclista \| Ciclista \| Equipo \| Tiempo \| \| \| --------------------- \| --------------------- \| ------------------------- \| --------------------- \| --------------------- \| \| 1.º \| Oliver Zaugg \| Leopard-Trek \| 6 h 20 min 02 s \| \| \| 2.º \| Daniel Martin \| Garmin-Cervélo \| + 8 s \| \| \| 3.º \| Joaquim Rodríguez \| Katusha \| + 8 s \| \| \| 4.º \| Ivan Basso \| Liquigas-Cannondale \| + 8 s \| \| \| 5.º \| Przemysław Niemiec \| Lampre-ISD \| + 8 s \| \| \| 6.º \| Domenico Pozzovivo \| Colnago-CSF Inox \| + 8 s \| \| \| 7.º \| Giovanni Visconti \| Farnese Vini-Neri Sottoli \| + 15 s \| \| \| 8.º \| Philippe Gilbert \| Omega Pharma-Lotto \| + 15 s \| \| \| 9.º \| Carlos Betancur \| Acqua & Sapone \| + 15 s \| \| \| 10.º \| Riccardo Chiarini \| Androni Giocattoli-CIPI \| + 15 s \| \| \| 11.º \| Luca Paolini \| Katusha \| + 27 s \| \| \| 12.º \| Greg Van Avermaet \| BMC Racing Team \| + 27 s \| \| \| 13.º \| Dario Cataldo \| Quick Step \| + 27 s \| \| \| 14.º \| Peter Stetina \| Garmin-Cervélo \| + 27 s \| \| \| 15.º \| Igor Antón \| Euskaltel-Euskadi \| + 27 s \| \| \| 16.º \| Nicolas Roche \| AG2R La Mondiale \| + 27 s \| \| \| 17.º \| Dani Moreno \| Katusha \| + 27 s \| \| \| 18.º \| Rémi Pauriol \| FDJ \| + 27 s \| \| \| 19.º \| Rigoberto Urán \| Team Sky \| + 27 s \| \| |                    |                           |                 |
| |                    |                           |                 |
| Fuente: ProCyclingStats |                    |                           |                 |
| Clasificación general |                    |                           |                 |
| Ciclista | Ciclista           | Equipo                    | Tiempo          |
| 1.º | Oliver Zaugg       | Leopard-Trek              | 6 h 20 min 02 s |
| 2.º | Daniel Martin      | Garmin-Cervélo            | + 8 s           |
| 3.º | Joaquim Rodríguez  | Katusha                   | + 8 s           |
| 4.º | Ivan Basso         | Liquigas-Cannondale       | + 8 s           |
| 5.º | Przemysław Niemiec | Lampre-ISD                | + 8 s           |
| 6.º | Domenico Pozzovivo | Colnago-CSF Inox          | + 8 s           |
| 7.º | Giovanni Visconti  | Farnese Vini-Neri Sottoli | + 15 s          |
| 8.º | Philippe Gilbert   | Omega Pharma-Lotto        | + 15 s          |
| 9.º | Carlos Betancur    | Acqua & Sapone            | + 15 s          |
| 10.º | Riccardo Chiarini  | Androni Giocattoli-CIPI   | + 15 s          |
| 11.º | Luca Paolini       | Katusha                   | + 27 s          |
| 12.º | Greg Van Avermaet  | BMC Racing Team           | + 27 s          |
| 13.º | Dario Cataldo      | Quick Step                | + 27 s          |
| 14.º | Peter Stetina      | Garmin-Cervélo            | + 27 s          |
| 15.º | Igor Antón         | Euskaltel-Euskadi         | + 27 s          |
| 16.º | Nicolas Roche      | AG2R La Mondiale          | + 27 s          |
| 17.º | Dani Moreno        | Katusha                   | + 27 s          |
| 18.º | Rémi Pauriol       | FDJ                       | + 27 s          |
| 19.º | Rigoberto Urán     | Team Sky                  | + 27 s          |